# Diecezja Cuernavaca
Diecezja Cuernavaca (łac. Dioecesis Cuernavacensis) – diecezja Kościoła rzymskokatolickiego w Meksyku, sufragania archidiecezji Toluca. 

## Historia
23 czerwca 1891 roku papież Leon XIII konstytucją apostolską Illud in primis erygował diecezję Cuernavaca. Dotychczas wierni z tych terenów należeli do archidiecezji meksykańskiej.

## Ordynariusze
- Fortino Hipólito Vera y Talonia (1894-1898)
- Francisco Plancarte y Navarrette (1898-1911)
- Manuel Fulcheri y Pietrasanta (1912-1922)
- Francisco Uranga y Sáenz (1922-1930)
- Francisco María González y Arias (1931-1946)
- Alfonso Espino y Silva (1947-1951)
- Sergio Méndez Arceo (1952-1982)
- Juan Jesús Posadas Ocampo (1982-1987)
- Luis Reynoso Cervantes (1987-2000)
- Florencio Olvera Ochoa (2002-2009)
- Alfonso Cortes Contreras (2009-2012)
- Ramón Castro Castro (od 2013 roku)